# رانيا رياض
رانيا رياض (؟ -) هي ممثلة سورية.

## حياتها ومسيرتها
مواليد دمشق بدات مشوارها الفني عام 2014 غابت عن الفن فترة وكانت قد كشفت أنها تزوجت وانشغلت بعائلتها ولكن الزواج لم يستمر طويلا فقررت العودة للفن وشاركت في أكثر من عشرة مسلسلات سورية، لعل أبرزها مسلسل «قناديل العشاق» الذي أدت فيه أحد أدوار البطولة إلى جانب الممثلة اللبنانية سيرين عبد النور وأدت أحد أدوار البطولة في مسلسل “عابرو الضباب”

## أعمالها
- سنة ثانية زواج 2021
- الحب جنون ج3 2020
- كرسي الزعيم 2019
- جرح الورد 2018
- فزلكة عربية (ج2) 2018
- قناديل العشاق 2017
- الخان 2016
- بقعة ضوء ج11 2015
- حارة الأصيل 2015
- مآسي على قياسي2015
- يلا شباب يلا بنات 2015
- خان الدراويش2014